# Familia Lukšić
La familia Lukšić (habitualmente escrita en español como familia Luksic) corresponde a uno de los grupos familiares de mayor relevancia económica en Chile, siendo algunos de sus miembros dueños de una de las mayores fortunas de su país y del mundo, a través del Grupo Luksić. Su fortuna proviene de negocios diversos como minería y bebidas.

## Orígenes
Esta familia está conformada por los descendientes del croata Policarpo Luksić Ljubetić (Sutivan, Brač, Dalmacia, Croacia, 1890 - d.) y la boliviana Elena Abaroa Córdoba (Tupiza, 1898 - d.), quien era hija de Andrónico Abaroa Rivero y Lastenia Córdoba y nieta del empresario y héroe de guerra boliviano Eduardo Abaroa Hidalgo. El matrimonio Luksić Abaroa se radicó originalmente en Antofagasta, en la primera mitad del siglo XX.

## Iris Fontbona
La viuda y segunda esposa de Andrónico Luksić Abaroa, Iris Fontbona González (n. Antofagasta, 3 de octubre de 1944), fue considerada por Forbes en el número del 25 de julio de 2015 como la décima mujer más rica del mundo, aunque a nivel global, considerando la fortuna al margen del sexo fue la número 82. Fontbona heredó las empresas de su esposo y sus tres hijos varones: Jean-Paul, Andrónico y Guillermo (este último falleció en 2013 de cáncer de pulmón, a los 57 años de edad).

«Fontbona y sus hijos controlan Antofagasta Plc, que cotiza en la Bolsa de Valores de Londres y posee minas de cobre en Chile. La familia también tiene una participación mayoritaria en Quiñenco, un conglomerado chileno que cotiza en bolsa activa en los servicios bancarios, de cerveza, de manufactura, energía, transporte y portuarios. Otros bienes de la familia incluyen tres cadenas de hoteles en Croacia, Adriatic Luxury Hotels, Laguna Porec e Istraturist. Jean-Paul es el presidente de Antofagasta y Andrónico encabeza la división financiera y es presidente de Quiñenco».
«The World's Billionaires», Forbes.

## Filantropía

### Fundaciones
Independiente de los negocios y las actividades de responsabilidad social empresarial que realizan las diversas compañías del Grupo, los integrantes de la familia Luksić, en forma colectiva o individual, promueven actividades en favor de la comunidad en áreas como la educación, la salud y la justicia, a través de cinco fundaciones: 
1. Fundación Andrónico Luksić Abaroa.
2. Fundación Educacional Luksić (Instituto Pascual Baburizza).
3. Fundación Amparo y Justicia.
4. Fundación Ena Craig.
5. Fundación Educacional Oportunidad.[4]

### Teletón
La familia Luksić ha estado presente desde los inicios de la Teletón a través de las empresas en las que participa, como CCU y Banco de Chile. A partir de 2010, la familia también se ha hecho presente con aportes directos.